# Charles du Paty de Clam
Charles Mercier du Paty de Clam (Parigi, 16 febbraio 1895 – Versailles, 8 aprile 1948) è stato un militare francese, funzionario che servì come Commissario generale per gli affari ebraici sotto il governo di Vichy tra il marzo e il maggio del 1944.

## Biografia
Nacque il 16 febbraio 1895 a Parigi, figlio di Armand du Paty de Clam, figura chiave dell'affare Dreyfus. Si laureò in giurisprudenza presso l'istituto Scienzes Po e fu mobilitato durante la prima guerra mondiale.
Nel 1920 fu nominato ufficiale coloniale a Damasco dal Ministero degli Affari Esteri, allora mandato francese della Siria e del Libano. In qualità di governatore del Libano settentrionale, represse le rivolte sunnite di Tripoli del 1936: indeciso tra De Gaulle e Pétain, nel 1941 scelse di diventare direttore generale dell'Ufficio degli Stati di Levante per il regime di Vichy.
Fu nominato Commissario Generale per gli Affari Ebraici il 1º marzo 1944, principalmente in quanto figlio dell'accusatore di Alfred Dreyfus. Fu sospettato di disinteresse verso il processo di arianizzazione al punto da essere sostituito da Joseph Antignac il 17 maggio 1944.
Il suo comportamento come Commissario generale per gli affari ebraici fu il più ambiguo tra coloro che ricoprirono questa carica. Di fede maurassiana, fu fortemente contrario all'occupazione tedesca della Francia e si impegnò in un doppio gioco tra tedeschi e resistenza. Lettore de La France Juive come suo padre, partecipò a una commemorazione di Édouard Drumont il 3 maggio 1944, il suo antisemitismo non fu né virulento né razziale: fu contrario al "dominio ebraico" nell'economia e all'immigrazione ebraica dall'Europa centrale, respinse allo stesso tempo la tesi del cosiddetto "complotto ebraico" e coloro che vi credevano. 
Secondo lo storico Laurent Joly, il suo modo di ostacolare l'agenda dell'organizzazione fu per lo più simbolico: mentre non merita una riabilitazione storica per la sua ambivalenza, fu comunque sinceramente interessato alla difficile situazione degli ebrei francesi e fu scandalizzato dalle operazioni criminali di arianizzazione.
Inizialmente condannato per aver condiviso alcune informazioni con il nemico, fu nuovamente processato il 19 giugno 1947 e il suo caso fu infine archiviato dall'Alta Corte di giustizia per i suoi atti di resistenza, valutò inoltre che avesse prestato il servizio come Commissario generale in modo "inefficace".
Si ammalò in prigione e morì pochi mesi dopo il suo rilascio, l'8 aprile 1948.